# Fritz Bleyl

Cartaz de Fritz Bleyl para promover a primeira exposição de Die Brücke em 1906. Foi proibido pela polícia.

Fritz Bleyl (nascido como Hilmar Friedrich Wilhelm Bleyl; Zwickau, Alemanha, 8 de outubro de 1880 – Bad Iburg, 19 de agosto de 1966) foi um artista alemão da escola expressionista, e um dos quatro fundadores do grupo artístico Die Brücke. Fez design gráfico para o grupo, e para a primeira exposição, um cartaz que foi proibido pela polícia. Abandonou o grupo após dois anos, quando se casou, para cuidar a sua família, e não fez exposições públicas posteriormente.

## Vida e obra
Fritz Bleyl cresceu na região de Erzgebirge. Em 1901 começou a estudar arquitetura na Königliche Technische Hochschule (Universidade técnica) de Dresde, como desejavam os seus pais; porém, o seu desejo pessoal era ser pintor. A instituição proporcionou-lhe um amplo conjunto de estudos além da arquitetura, como o desenho à mão alçada, e o estudo histórico da arte.
Bleyl travou amizade com o seu companheiro estudante, Ernst Ludwig Kirchner, ao que conheceu o primeiro trimestre. Discutiam de arte e estudavam a natureza, e tinham um ponto de vista radical em comum.
Em 1905, Bleyl com Kirchner, e outros dois estudantes de arquitetura, Karl Schmidt-Rottluff e Erich Heckel, fundaram o grupo artístico Die Brücke ("A ponte"). O grupo visava a evitar o estilo acadêmico tradicional que prevalecia e encontrou um novo modo de expressão artística, que formaria uma ponte (daí o nome) entre o passado e o presente. Respondiam tanto a artistas do passado como Albert Dürer, Matthias Grünewald e Lucas Cranach, o Velho, o mesmo que a movimentos de vanguarda internacional contemporânea. O seu grupo foi um dos seminais, que viriam ter um grande impacto na evolução da arte moderna do século XX e criou o estilo do expressionismo. Nesta época, Bleyl foi um membro entusiasta do grupo. Reuniam-se inicialmente no primeiro estudo de Kirchner, que previamente fora um açougue. Bleyl descreveu-o assim:
aquele de um autêntico boêmio, cheio de quadros por todos os lados, desenhos, livros e materiais de artista— mais parecido à moradia romântica de um artista que à casa de um estudante de arquitetura bem organizado.
O estudo de Kirchner coincidia com a descrição de Bleyl, sendo um local que desprezava as convenções sociais para permitir o sexo causal e a frequente nudez. Sessões de grupo de pintura ao natural eram celebradas usando modelos do círculo social, mais que profissionais, e escolhendo poses de um quarto de hora para fomentar a espontaneidade. Bleyl descreveu uma das modelos, Isabella, uma jovem de quinze anos do vizinhança, como "muito vivaz, belamente constituída, jovial, sem qualquer deformação causada pela estúpida moda do corpete e completamente adequada para a nossas demandas artísticas, especialmente na condição florescente dos seus juvenis brotos."
O grupo compôs um manifesto, na maior parte autoria de Kirchner, que foi gravado em madeira e impunha "uma nova geração que quer liberdade na nossa obra e nas nossas vidas, independente das forças estabelecidas, mais velhas".
Como parte da afirmação da sua herança nacional, reviveram meios antigos, particularmente a xilografia. Bleyl especializou-se no design gráfico e criou vários cartazes significativos e entradas que apresentavam o grupo ao público em geral.
Em setembro e outubro de 1906, foi celebrada a primeira exposição do grupo, focada no nu feminino, na sala de exposições de K. F. M. Seifert e companhia, em Dresde. A partir de estudos do natural, Bleyl criou um cartaz em litografia para a mostra, impresso em tinta laranja sobre papel branco. Tem um estreito formato de retrato, mais próximo às xilografias japonesas do que às lâminas contemporâneas convencionais, e foi um distintivo contraste com o cartaz desenhado por Otto Gussmann para a III Exposição Alemã de Artes Aplicadas, que se inaugurara quatro meses antes em Dresde. Bleyl omite iconografia tal e qual uma coroa, uma lâmpada e um vestuário aboiante, para mostrar um nu franco da modelo Isabella a tamanho natural sobre as letras. Os censores da polícia proibiram a mostra do cartaz em virtude do parágrafo 184, do Código Penal nacional, cláusula sobre pornografia, após perceber penugem púbica na sombra abaixo do estômago.
Em 1905, Bleyl acabou os seus estudos universitários e, ao ano seguinte, começou a ensinar na Bauschule (escola de arquitetura) em Freiberg, Saxônia. Elegeu um estilo de vida burguês, casando-se em 1907. Preocupado por suster a sua família, abandonou o grupo. Foi substituído por Max Pechstein e Otto Mueller.
Em 1916, completou a sua dissertação, e viajou à Itália e através dos Alpes. Durante o resto da sua vida, continuou ensinando e trabalhando como arquiteto. Também seguiu com a sua obra gráfica, mas manteve-se longe do escrutínio público e não celebrou exposições. Residiu em Rostock, Neukölln em Berlim e Brandemburgo.

## Exposições
Fritz Bleyl expôs nas seguintes mostras de Die Brücke. Die Brücke organizou exposições itinerantes, onde a mesma obra expor-se-ia novamente num local diferente.
- I Print Collection, Kunsthalle Beyer & Sohn gallery, Liepzig, novembro de 1905
- julho de 1906, August Dörbant Art Salon, Braunschweig
- I Print Collection 1906–1907, Georg Hulbe Kunstgewerbehaus, Hamburgo, setembro de 1906
- Seifert Lamp Factory, Dresden-Löbtau, 24 de setembro – fim de outubro de 1906
- I Print Collection 1906–1907, Galeria Katharinenhof, Frankfurt, novembro de 1906
- II Print Collection 1906–19076, Städtische Vorbildersammlung, Chemnitz, dezembro de 1906
- Seifert Lamp Factory, Dresden-Löbtau, 3 de dezembro – final de janeiro de 1907
- I Print Collection 1906–1907, Friedrich Cohen Art Salon, Bonn, fevereiro de 1907
- II Print Collection 1906–1907, Zwickau Kunstverein, Zwickau, janeiro – fevereiro de 1907
- I Print Collection 1906–1907, Wilhelm Werner Art Salon, Göttingen, março – abril de 1907
- II Print Collection 1906–1907, Otto Fischer Art Salon, Bielefeld, março de 1905
- II Print Collection 1906–1907, Düsseldorf Städtische Kunsthalle, Düsseldorf, abril de 1907
- I Print Collection 1906–1907, Leopold-Hoesch-Museum, Düren, junho de 1907
- II Print Collection 1906–1907, Heidelberg Kunstverein, Heidelberg, junho de 1907
- II Painting and Print Exhibition, Flensburg Gewerbemuseum, Flensburg, junho de 1907
- II Print Collection 1906–1907, Würrtemberg Kunstverein, Stuttgart, julho de 1907
- I Print Collection 1906–1907, Pfälzischer Kunstverein, Speyer, agosto de 1907
- II Painting and Print Exhibition, Clematis Art Salon, Hamburgo, julho – agosto de 1907
- II Painting and Print Exhibition, Emil Richter Art Salon, Dresden, setembro de 1907
- I Print Collection 1906–1907, XV Kunstverein Exhibition, Rosenheim, outubro de 1907
- II Painting and Print Exhibition, Kaiser Wilhelm Museum, Magdeburgo, outubro de 1907